# N743 (België)

De N743 is een gewestweg in de Belgische provincies Limburg. Deze weg vormt de verbinding tussen Heers en Rukkelingen-Loon tot aan de grens Wallonië (provincie Luik).
De totale lengte van de N743 bedraagt ongeveer 6 kilometer.

## Plaatsen langs de N743
- Heers
- Mechelen-Bovelingen
- Rukkelingen-Loon